# Haruka (Zug)

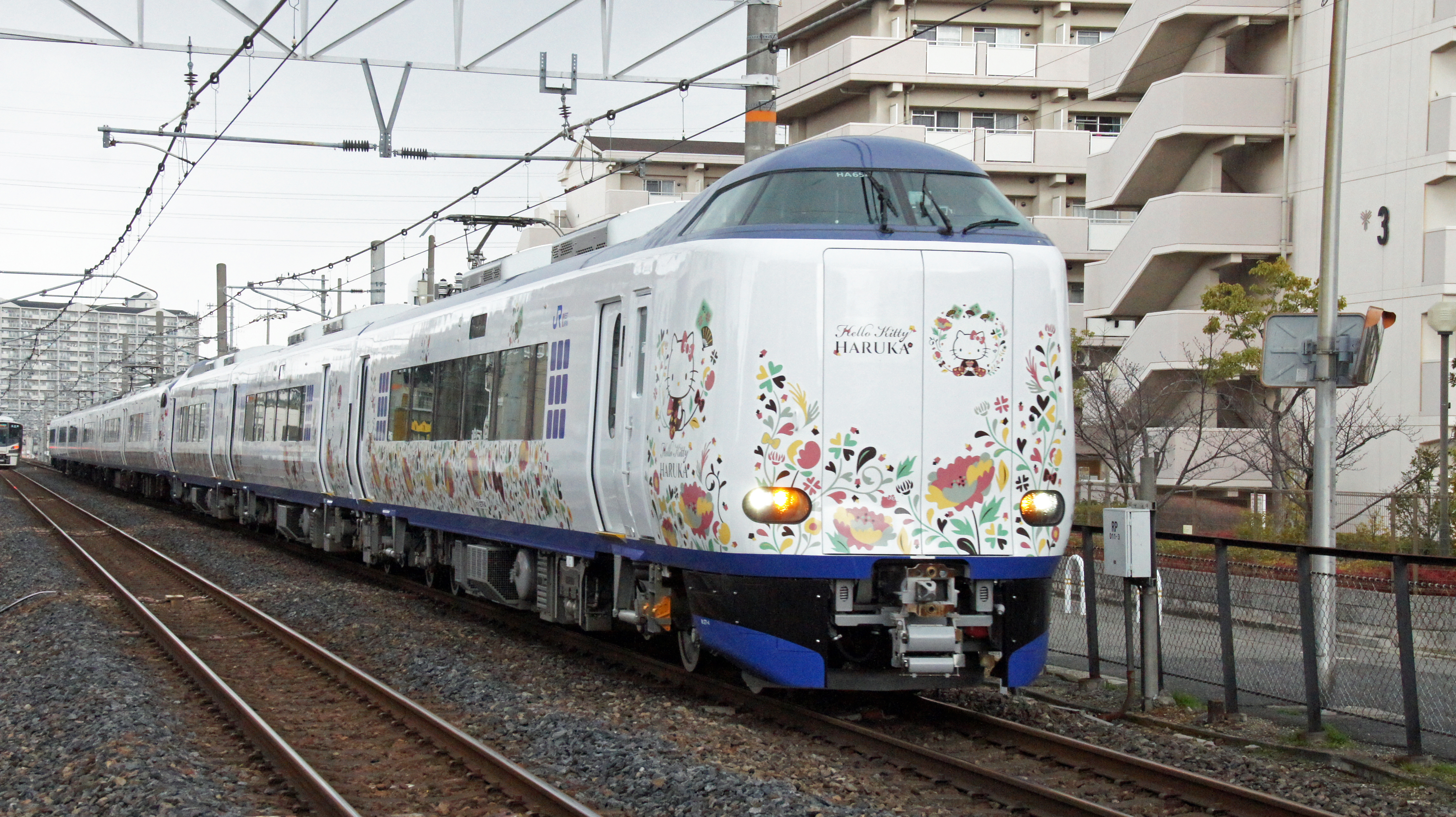
Haruka (Zug)

Der japanische Zug Haruka (jap. はるか) wird seit 1994 als durchgehende Verbindung vom internationalen Flughafen Kansai nach Kyoto von der West Japan Railway Company (JR West) betrieben. Die Linie bedient im Halbstundentakt die Bahnhöfe Shin-Osaka, Osaka und Tennoji der Stadt Osaka sowie die Städte Kioto und Kusatsu. Der Haruka steht in Konkurrenz zum Rapi:t der Nankai Dentetsu.

## Streckennutzung
Der Haruka verkehrt 365 Tage im Jahr von 5:30 Uhr morgens bis 23:30 abends auf der Strecke vom Flughafen zum Bahnhof Kyōto.

## Fahrzeuge
Der Haruka wird mit Triebzügen der JR-Baureihe 271 und JR-Baureihe 281 bedient. Sie bestehen aus sechs oder neun Wagen und erreichen eine Höchstgeschwindigkeit von 130 km/h. Einer der beiden Endwagen ist ein Green Car mit Sitzen der 1. Klasse.